# Carl-Alexander-Brücke

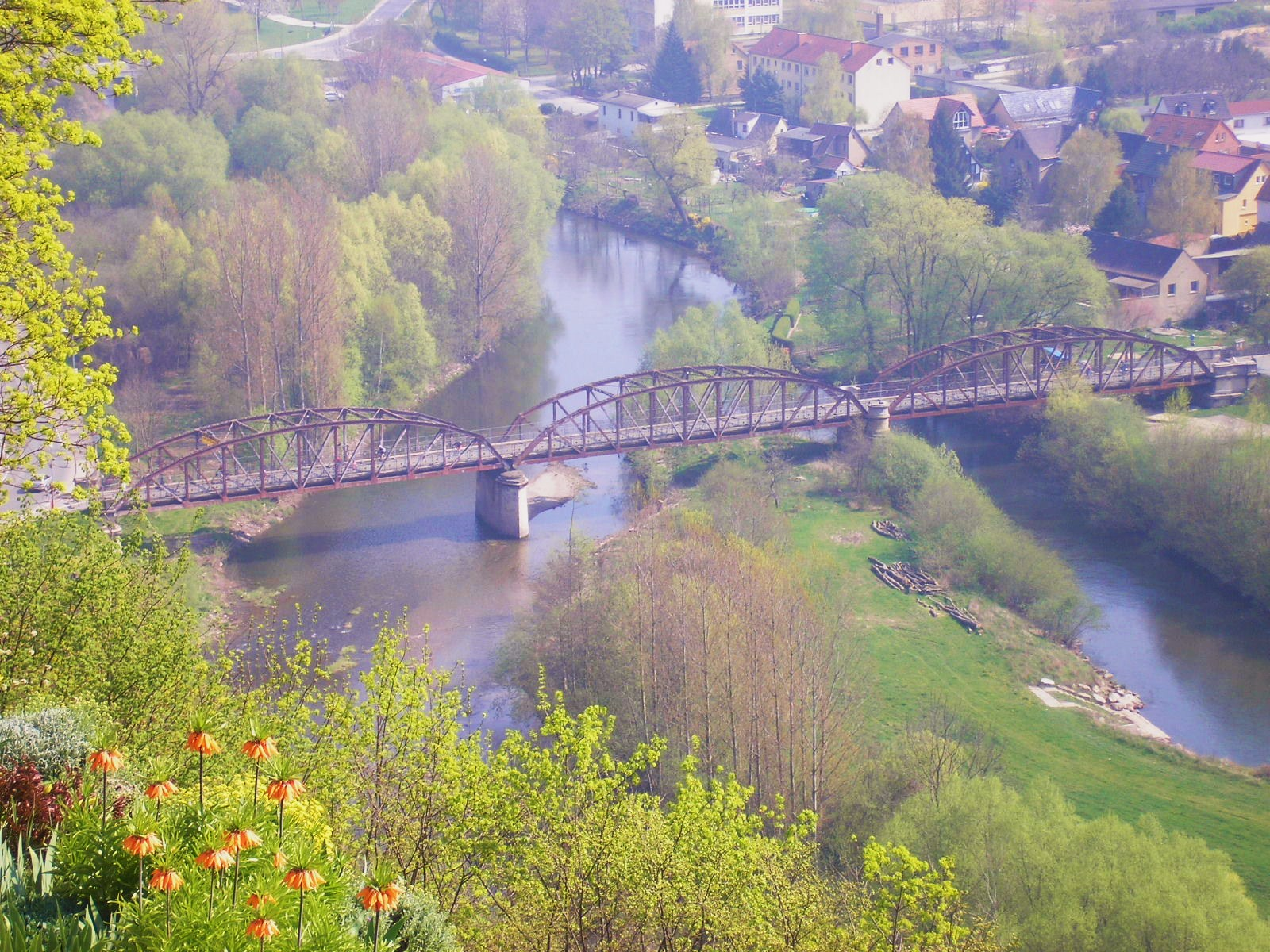
Carl-Alexander-Brücke in Dorndorf an der Saale

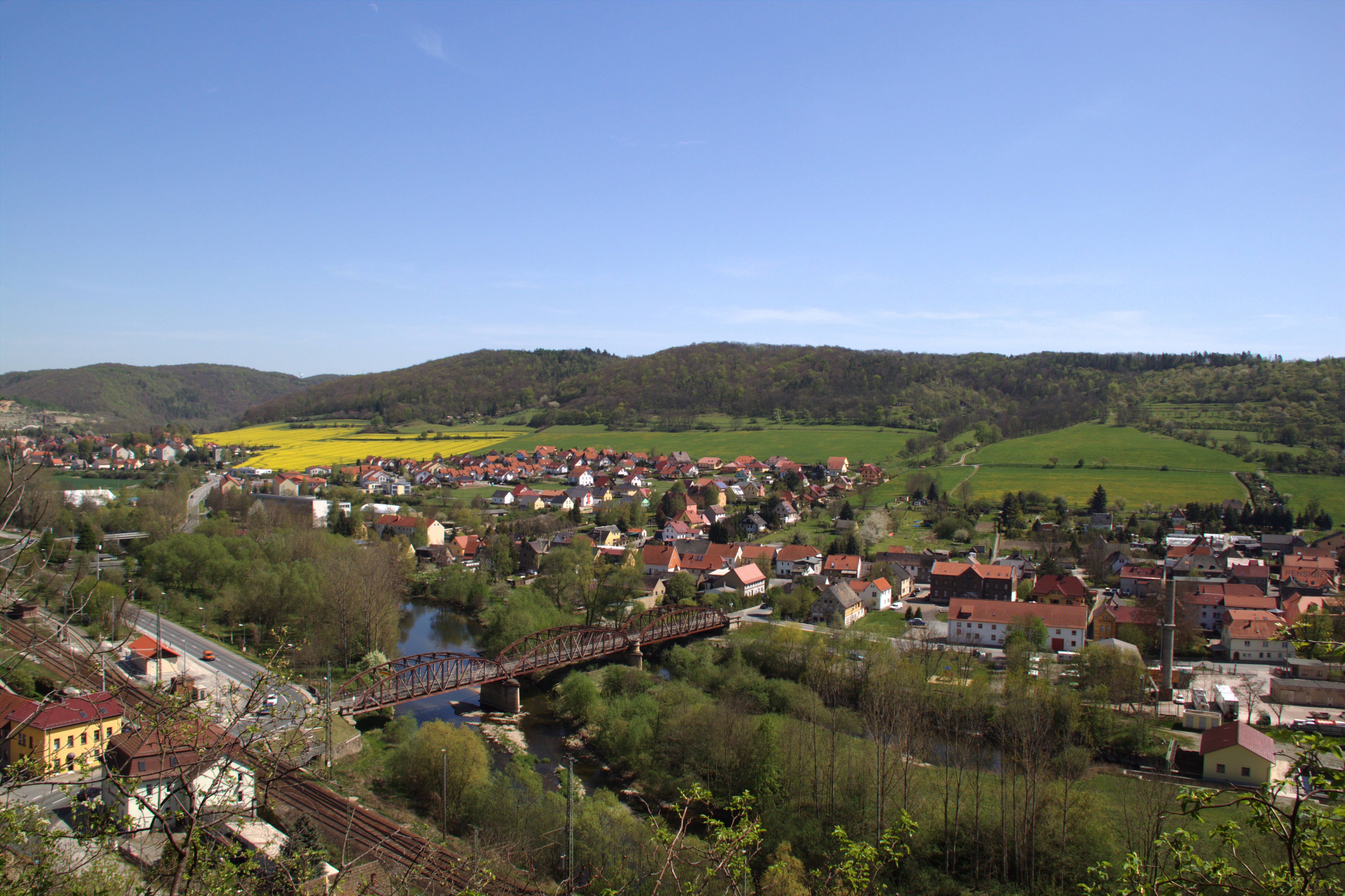
Blick von den Dornburger Schlössern

Die Carl-Alexander-Brücke ist eine Stahlbogenbrücke über die Saale in Dorndorf-Steudnitz in Thüringen, die 1892 erbaut wurde und die Ortsteile Dorndorf und Naschhausen verbindet. Sie besteht aus drei gleichen Fachwerkbögen mit je 41,6 m Spannweite. Benannt ist sie nach Großherzog Karl Alexander von Sachsen-Weimar-Eisenach.

## Geschichte
In der Gegend um das heutige Dorndorf sind schon seit dem Mittelalter Saaleübergänge nachgewiesen, die zunächst an Stellen mit flacher Uferböschung als Furt für Handelswege genutzt wurden. Die älteste überlieferte Genehmigung eines Brückenbaus datiert vom 30. August 1257 und stammte vom Bischof von Naumburg. Es wurde eine Hausbrücke errichtet, die mit Brettern verschalte Fachwerkwände und eine fränkische Überdachung besaß. Sie fiel am 25. November 1890 einem katastrophalen Hochwasser zum Opfer.
Im Jahr 1892 wurde die heutige Stahlbrücke errichtet und zum Dank nach dem amtierenden Großherzog benannt. Gegen Ende des Zweiten Weltkriegs wurde der westliche Brückenbogen durch deutsche Soldaten gesprengt. Er wurde im Sommer 1946 geborgen und die Brücke bis 1971 Stück für Stück wieder instand gesetzt. In den 1980er Jahren wurde einige Meter flussabwärts eine Spannbetonbrücke für die B 88 errichtet. Die Carl-Alexander-Brücke verlor seitdem auch aufgrund ihrer geringen Tragfähigkeit an Bedeutung und verrostete zunehmend.
Mit der Gründung eines Vereins wurden ab 2006 aus der Bevölkerung verstärkt Bemühungen für eine Sanierung der inzwischen unter Denkmalschutz stehenden Brücke unternommen. 2012 erfolgte ein Beschluss des Stadtrats zur Sanierung und 2016 eine erste Ausschreibung der Bauleistungen. Hierbei wurden jedoch die gegenüber ersten Schätzungen bereits in doppelter Höhe veranschlagten Baukosten von 2,1 Mio. Euro um nochmals nahezu das doppelte überschritten, weshalb das Projekt mehrfach auf der Kippe stand. Nach verbesserter städtischer Haushaltslage konnte 2018 die Sanierung beginnen und 2020 abgeschlossen werden, sie kostete letztendlich mehr als 5 Mio. Euro. Beim Deutschen Brückenbau-Preis 2023 wurde die sanierte Brücke in der Kategorie „Fuß- und Radwegbrücken“ ausgezeichnet. Es handele sich laut Jury um ein „Musterbeispiel denkmalgerechter Sanierung“.

## Konstruktion
Die 126,6 m lange Stahlfachwerkbogenbrücke besteht aus drei baugleichen Einfeldtragwerken mit jeweils 41,6 m Stützweite. Die Überbauten haben in der Mitte eine maximale Konstruktionshöhe von 6,3 m und sind 6,9 m breit.

## Galerie

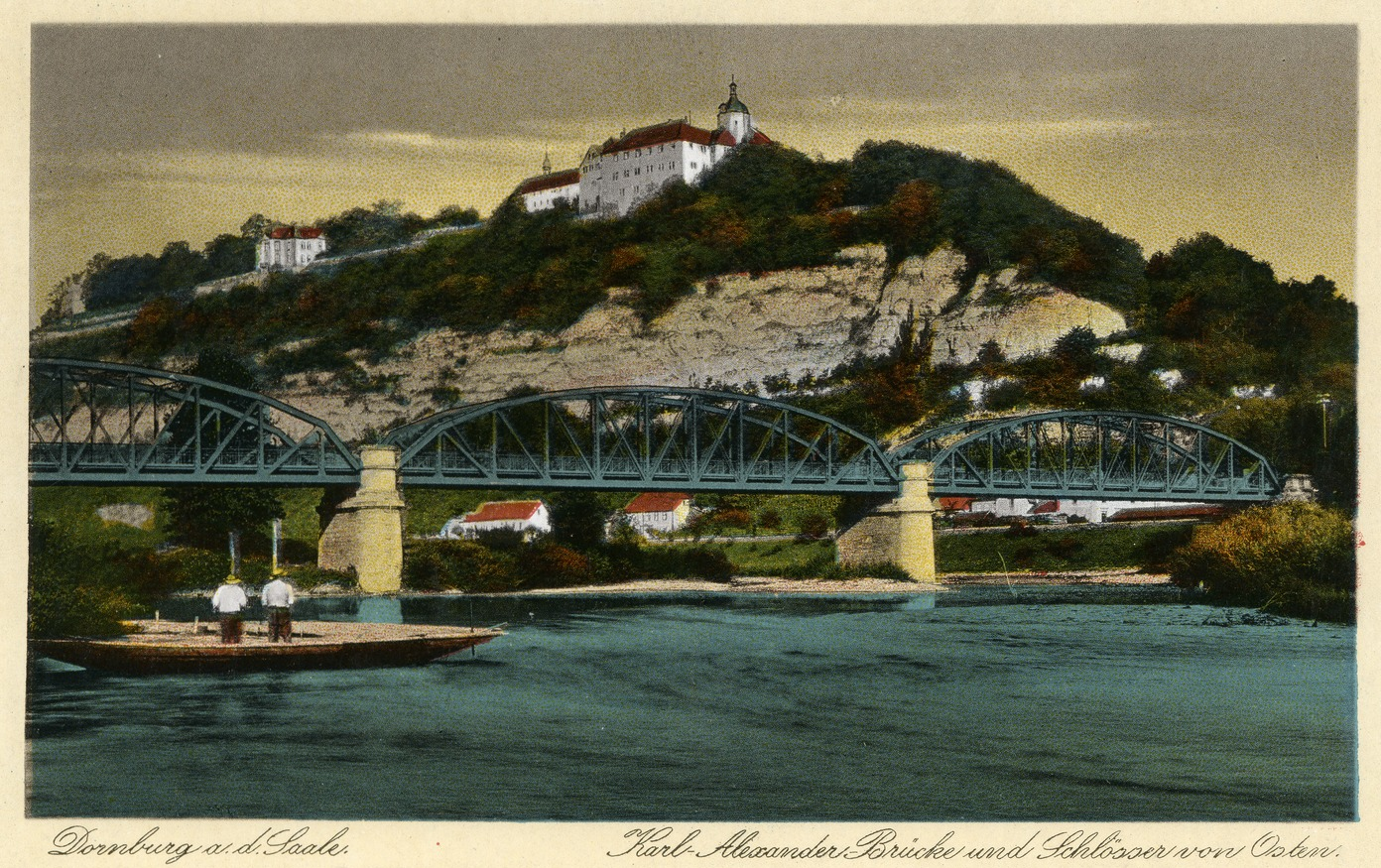
Ansichtskarte von 1926
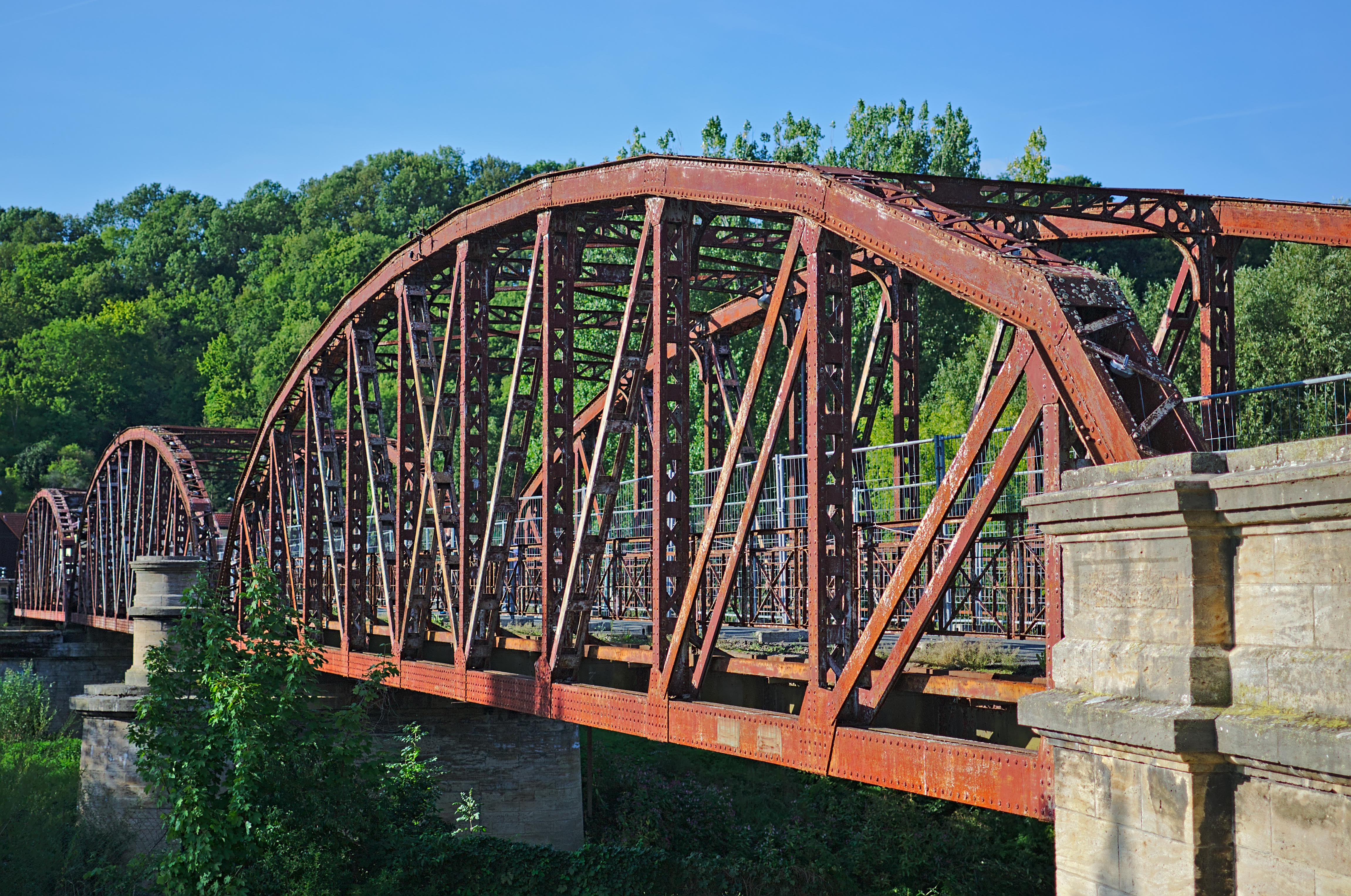
Brücke vor der Sanierung (2015)
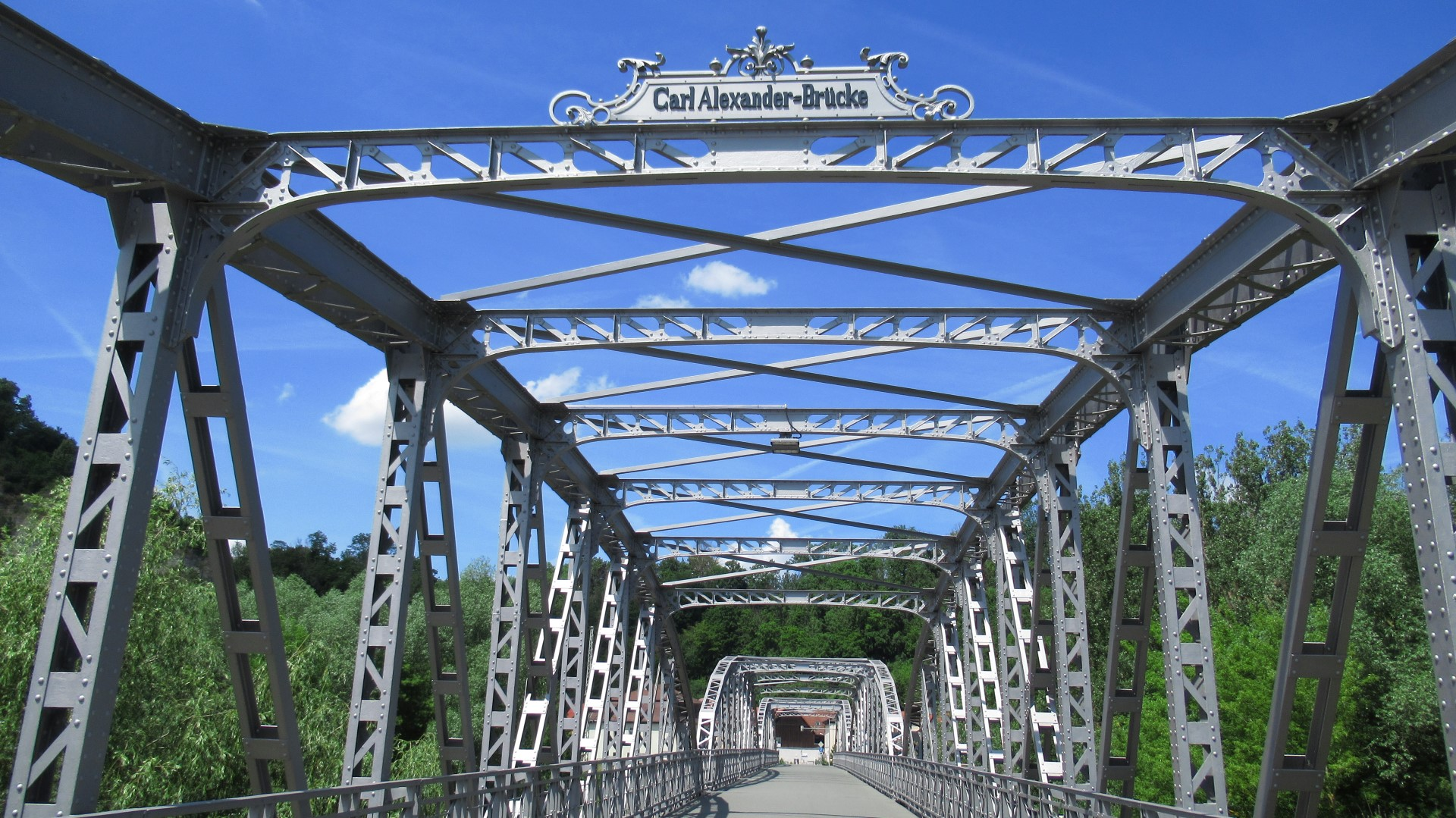
Brücke nach der Sanierung (2022)